# Samenstelling Belgische Senaat 1898-1900
De lijst van leden van de Belgische Senaat van 1898 tot 1900. De Senaat telde toen 102 zetels. Op 22 mei 1898 werden 37 van de 76 rechtstreeks verkozen senatoren verkozen, meer bepaald in de kieskringen Gent, Eeklo, Aalst, Oudenaarde, Dendermonde, Sint-Niklaas, Charleroi, Bergen, Doornik, Aat, Thuin, Zinnik, Luik, Verviers, Hoei, Borgworm, Hasselt, Tongeren en Maaseik. 
Het nationale kiesstelsel was in die periode gebaseerd op algemeen meervoudig stemrecht, volgens een systeem van een meerderheidsstelsel, gecombineerd met een districtenstelsel. Naargelang opleiding, cijns die men betaalde of een combinatie van beide kregen alle mannelijke Belgen van 25 jaar en ouder respectievelijk één, twee of drie stemmen. Tevens waren er 26 provinciale senatoren 
De legislatuur liep van 8 november 1898 tot 7 mei 1900. Tijdens deze legislatuur waren achtereenvolgens de regering-De Smet de Naeyer I (februari 1896 - januari 1899), regering-Vandenpeereboom (januari - juli 1899) en de regering-De Smet de Naeyer II (augustus 1899 - januari 1907) in functie. Dit waren allemaal katholieke meerderheden. De oppositie bestond dus uit de liberalen en de socialisten.

## Samenstelling
| Fractie | Fractie     | Rechtstr. | Prov. | Tot. |
| ------- | ----------- | --------- | ----- | ---- |
|         | Katholieken | 50        | 20    | 70   |
|         | Liberalen   | 26        | 5     | 31   |
|         | Socialisten | 0         | 1     | 1    |

## Lijst van de senatoren
| Senator                                 | Partij    | Aanduiding                   | Kieskring         | Provincie       | Opmerkingen                                                                                   |
| --------------------------------------- | --------- | ---------------------------- | ----------------- | --------------- | --------------------------------------------------------------------------------------------- |
| Raymond Steenackers                     | Katholiek | Rechtstreeks gekozen senator | Antwerpen         | -               |                                                                                               |
| Gaston de Pret Roose de Calesberg       | Katholiek | Rechtstreeks gekozen senator | Antwerpen         | -               |                                                                                               |
| Louis Le Clef                           | Katholiek | Rechtstreeks gekozen senator | Antwerpen         | -               |                                                                                               |
| Frédégand Cogels                        | Katholiek | Rechtstreeks gekozen senator | Antwerpen         | -               |                                                                                               |
| Charles della Faille de Leverghem       | Katholiek | Rechtstreeks gekozen senator | Antwerpen         | -               |                                                                                               |
| Joseph d'Ursel                          | Katholiek | Rechtstreeks gekozen senator | Mechelen          | -               | Senaatsvoorzitter vanaf 14 november 1899 en voorzitter van de commissie Arbeid en Nijverheid. |
| Raymond de Meester de Betzenbroeck      | Katholiek | Rechtstreeks gekozen senator | Mechelen          | -               |                                                                                               |
| René van de Werve                       | Katholiek | Rechtstreeks gekozen senator | Turnhout          | -               |                                                                                               |
| Charles de Gruben                       | Katholiek | Rechtstreeks gekozen senator | Turnhout          | -               |                                                                                               |
| Nestor Plissart                         | Katholiek | Rechtstreeks gekozen senator | Brussel           | -               |                                                                                               |
| Edouard Van den Corput                  | Katholiek | Rechtstreeks gekozen senator | Brussel           | -               |                                                                                               |
| Charles Vander Burch                    | Katholiek | Rechtstreeks gekozen senator | Brussel           | -               |                                                                                               |
| Victor Allard                           | Katholiek | Rechtstreeks gekozen senator | Brussel           | -               |                                                                                               |
| Ferdinand de Marnix de Sainte-Aldegonde | Katholiek | Rechtstreeks gekozen senator | Brussel           | -               |                                                                                               |
| Felix Ectors                            | Katholiek | Rechtstreeks gekozen senator | Brussel           | -               |                                                                                               |
| Oscar Jolly                             | Katholiek | Rechtstreeks gekozen senator | Brussel           | -               |                                                                                               |
| Adhémar de Steenhault de Waerbeek       | Katholiek | Rechtstreeks gekozen senator | Brussel           | -               |                                                                                               |
| Ernest Solvay                           | Liberaal  | Rechtstreeks gekozen senator | Brussel           | -               |                                                                                               |
| Léon Van den Bossche                    | Katholiek | Rechtstreeks gekozen senator | Leuven            | -               |                                                                                               |
| Edouard Descamps                        | Katholiek | Rechtstreeks gekozen senator | Leuven            | -               |                                                                                               |
| Jules Roberti                           | Katholiek | Rechtstreeks gekozen senator | Leuven            | -               |                                                                                               |
| Félix Crousse                           | Liberaal  | Rechtstreeks gekozen senator | Nijvel            | -               |                                                                                               |
| Jean Brulé                              | Liberaal  | Rechtstreeks gekozen senator | Nijvel            | -               |                                                                                               |
| Léon van Ockerhout                      | Katholiek | Rechtstreeks gekozen senator | Brugge            | -               |                                                                                               |
| Georges de Crombrugghe de Looringhe     | Katholiek | Rechtstreeks gekozen senator | Brugge            | -               |                                                                                               |
| Raphaël de Spot                         | Katholiek | Rechtstreeks gekozen senator | Veurne-Diksmuide  | -               |                                                                                               |
| Thierry de Limburg Stirum               | Katholiek | Rechtstreeks gekozen senator | Oostende          | -               |                                                                                               |
| Adile Eugène Mulle de ter Schueren      | Katholiek | Rechtstreeks gekozen senator | Tielt             | -               |                                                                                               |
| Alberic Descantons de Montblanc         | Katholiek | Rechtstreeks gekozen senator | Roeselare         | -               |                                                                                               |
| Paul de Bethune                         | Katholiek | Rechtstreeks gekozen senator | Kortrijk          | -               | Ondervoorzitter en voorzitter van de commissie Financiên.                                     |
| Jules Lammens                           | Katholiek | Rechtstreeks gekozen senator | Kortrijk          | -               | Voorzitter van de commissie Justitie.                                                         |
| Arthur Surmont de Volsberghe            | Katholiek | Rechtstreeks gekozen senator | Ieper             | -               | Tot 5 februari 1900 voorzitter van de commissie Binnenlandse Zaken en Openbaar Onderwijs.     |
| Henri t'Kint de Roodenbeke              | Katholiek | Rechtstreeks gekozen senator | Eeklo             | -               | Senaatsvoorzitter tot 14 november 1899 en voorzitter van de commissie Buitenlandse Zaken.     |
| Edgard de Kerchove d'Ousselghem         | Katholiek | Rechtstreeks gekozen senator | Gent              | -               |                                                                                               |
| Astère Vercruysse de Solart             | Katholiek | Rechtstreeks gekozen senator | Gent              | -               |                                                                                               |
| Herman della Faille d'Huysse            | Katholiek | Rechtstreeks gekozen senator | Gent              | -               |                                                                                               |
| Georges Herry                           | Katholiek | Rechtstreeks gekozen senator | Gent              | -               |                                                                                               |
| Florimond de Brouchoven de Bergeyck     | Katholiek | Rechtstreeks gekozen senator | Sint-Niklaas      | -               |                                                                                               |
| Stanislas Vilain XIIII                  | Katholiek | Rechtstreeks gekozen senator | Sint-Niklaas      | -               | Quaestor.                                                                                     |
| Adolphe Christyn de Ribaucourt          | Katholiek | Rechtstreeks gekozen senator | Dendermonde       | -               | Secretaris en voorzitter van de commissie Landbouw en Openbare Werken.                        |
| Honoré Limpens                          | Katholiek | Rechtstreeks gekozen senator | Dendermonde       | -               |                                                                                               |
| Oscar Pycke de Peteghem                 | Katholiek | Rechtstreeks gekozen senator | Oudenaarde        | -               |                                                                                               |
| Charles Van Vreckem                     | Katholiek | Rechtstreeks gekozen senator | Aalst             | -               |                                                                                               |
| Eugène de Kerchove d'Exaerde            | Katholiek | Rechtstreeks gekozen senator | Aalst             | -               |                                                                                               |
| Louis Hardenpont                        | Liberaal  | Rechtstreeks gekozen senator | Bergen            | -               | Secretaris.                                                                                   |
| Auguste Houzeau de Lehaie               | Liberaal  | Rechtstreeks gekozen senator | Bergen            | -               |                                                                                               |
| Henry Sainctelette                      | Liberaal  | Rechtstreeks gekozen senator | Bergen            | -               |                                                                                               |
| Gustave Boël                            | Liberaal  | Rechtstreeks gekozen senator | Zinnik            | -               |                                                                                               |
| Jules Thiriar                           | Liberaal  | Rechtstreeks gekozen senator | Zinnik            | -               |                                                                                               |
| Emile Huet                              | Liberaal  | Rechtstreeks gekozen senator | Doornik           | -               |                                                                                               |
| Henri Crombez                           | Liberaal  | Rechtstreeks gekozen senator | Doornik           | -               |                                                                                               |
| Adhémar d'Oultremont                    | Katholiek | Rechtstreeks gekozen senator | Aat               | -               |                                                                                               |
| Jean-Baptiste T'Serstevens              | Liberaal  | Rechtstreeks gekozen senator | Thuin             | -               |                                                                                               |
| Jules Audent                            | Liberaal  | Rechtstreeks gekozen senator | Charleroi         | -               |                                                                                               |
| Lucien Guinotte                         | Liberaal  | Rechtstreeks gekozen senator | Charleroi         | -               |                                                                                               |
| Edmond Piret-Goblet                     | Liberaal  | Rechtstreeks gekozen senator | Charleroi         | -               |                                                                                               |
| Emile Van den Dooren                    | Liberaal  | Rechtstreeks gekozen senator | Charleroi         | -               |                                                                                               |
| Alfred Magis                            | Liberaal  | Rechtstreeks gekozen senator | Luik              | -               |                                                                                               |
| Georges Montefiore-Levi                 | Liberaal  | Rechtstreeks gekozen senator | Luik              | -               |                                                                                               |
| Emile Dupont                            | Liberaal  | Rechtstreeks gekozen senator | Luik              | -               | Ondervoorzitter.                                                                              |
| Ernest Nagelmackers                     | Liberaal  | Rechtstreeks gekozen senator | Luik              | -               |                                                                                               |
| Frédéric Braconier                      | Liberaal  | Rechtstreeks gekozen senator | Luik              | -               | Voorzitter van de commissie Spoorwegen, Posterijen en Telegrafie.                             |
| Gustave de Lhoneux                      | Liberaal  | Rechtstreeks gekozen senator | Hoei              | -               |                                                                                               |
| Edmond de Selys Longchamps              | Liberaal  | Rechtstreeks gekozen senator | Borgworm          | -               |                                                                                               |
| Alfred Simonis                          | Katholiek | Rechtstreeks gekozen senator | Verviers          | -               |                                                                                               |
| Julien Davignon                         | Katholiek | Rechtstreeks gekozen senator | Verviers          | -               |                                                                                               |
| Edmond Whettnall                        | Katholiek | Rechtstreeks gekozen senator | Hasselt           | -               | Quaestor.                                                                                     |
| François de Borchgrave d'Altena         | Katholiek | Rechtstreeks gekozen senator | Tongeren          | -               | Voorzitter van de commissie Oorlog.                                                           |
| Charles Arthur de Hemricourt de Grunne  | Katholiek | Rechtstreeks gekozen senator | Maaseik           | -               | Secretaris.                                                                                   |
| Joseph Devolder                         | Katholiek | Rechtstreeks gekozen senator | Neufchâteau       | -               |                                                                                               |
| Alfred Orban de Xivry                   | Katholiek | Rechtstreeks gekozen senator | Bastenaken-Marche | -               | Vervangt vanaf 8 november 1898 de overleden Grégoire Orban de Xivry.                          |
| Théophile Finet                         | Liberaal  | Rechtstreeks gekozen senator | Aarlen-Virton     | -               |                                                                                               |
| Julien Tournay-Detilleux                | Liberaal  | Rechtstreeks gekozen senator | Philippeville     | -               |                                                                                               |
| Alfred d'Huart                          | Katholiek | Rechtstreeks gekozen senator | Dinant            | -               | Secretaris.                                                                                   |
| Alfred Février                          | Liberaal  | Rechtstreeks gekozen senator | Namen             | -               |                                                                                               |
| Walthère de Selys Longchamps            | Liberaal  | Rechtstreeks gekozen senator | Namen             | -               |                                                                                               |
| Octave Selb                             | Katholiek | Provinciaal senator          | -                 | Antwerpen       |                                                                                               |
| Jules Wittman                           | Katholiek | Provinciaal senator          | -                 | Antwerpen       |                                                                                               |
| Auguste Cools                           | Katholiek | Provinciaal senator          | -                 | Antwerpen       |                                                                                               |
| Eugène Dumont                           | Katholiek | Provinciaal senator          | -                 | Brabant         |                                                                                               |
| Léon Pastur                             | Katholiek | Provinciaal senator          | -                 | Brabant         |                                                                                               |
| Ferdinand Lefebvre                      | Katholiek | Provinciaal senator          | -                 | Brabant         |                                                                                               |
| Jules Le Jeune                          | Katholiek | Provinciaal senator          | -                 | Brabant         |                                                                                               |
| Albert Cappelle                         | Katholiek | Provinciaal senator          | -                 | West-Vlaanderen |                                                                                               |
| Eugène Struye                           | Katholiek | Provinciaal senator          | -                 | West-Vlaanderen |                                                                                               |
| Eugène-Edouard van Outryve d'Ydewalle   | Katholiek | Provinciaal senator          | -                 | West-Vlaanderen |                                                                                               |
| Théodore Léger                          | Katholiek | Provinciaal senator          | -                 | Oost-Vlaanderen |                                                                                               |
| Alfred Claeys-Bouüaert                  | Katholiek | Provinciaal senator          | -                 | Oost-Vlaanderen |                                                                                               |
| Désiré Fiévé                            | Katholiek | Provinciaal senator          | -                 | Oost-Vlaanderen |                                                                                               |
| Gustave Paternoster                     | Liberaal  | Provinciaal senator          | -                 | Henegouwen      |                                                                                               |
| Jules Bara                              | Liberaal  | Provinciaal senator          | -                 | Henegouwen      |                                                                                               |
| Edmond Picard                           | Socialist | Provinciaal senator          | -                 | Henegouwen      |                                                                                               |
| Joseph Demoor                           | Katholiek | Provinciaal senator          | -                 | Henegouwen      |                                                                                               |
| Henry Lejeune Vincent                   | Liberaal  | Provinciaal senator          | -                 | Luik .          |                                                                                               |
| Nicolas Charles                         | Liberaal  | Provinciaal senator          | -                 | Luik            |                                                                                               |
| Paul Janson                             | Liberaal  | Provinciaal senator          | -                 | Luik            |                                                                                               |
| Eugeen Keesen                           | Katholiek | Provinciaal senator          | -                 | Limburg         |                                                                                               |
| François Meyers                         | Katholiek | Provinciaal senator          | -                 | Limburg         |                                                                                               |
| Edouard Otlet                           | Katholiek | Provinciaal senator          | -                 | Luxemburg       |                                                                                               |
| Emile Van Hoorde                        | Katholiek | Provinciaal senator          | -                 | Luxemburg       |                                                                                               |
| Albert de Beauffort                     | Katholiek | Provinciaal senator          | -                 | Namen           |                                                                                               |
| Théodule Poncelet                       | Katholiek | Provinciaal senator          | -                 | Namen           |                                                                                               |